# Wadim Szefner
Wadim Siergiejewicz Szefner, ros. Вадим Сергеевич Шефнер (ur. 30 grudnia 1914?/12 stycznia 1915 w Piotrogrodzie, zm. 5 stycznia 2002 w Petersburgu) – rosyjski pisarz, poeta i prozaik. Uczestnik II wojny światowej na froncie wschodnim.

## Biografia
Wadim Szefner urodził się w Piotrogrodzie w rodzinie oficerskiej, jego dziadkiem był gen. Aleksiej Szefner, założyciel portu Władywostok. W 1921 r. rodzina przeniosła się do miasta Stara Russa, dokąd ojciec Wadima został przeniesiony służbowo jako zawodowy wojskowy. W latach 30. Wadim Szefner wrócił do rodzinnego miasta, gdzie pracował jako robotnik w różnych fabrykach. Debiutował w 1933 jako poeta na łamach czasopisma Резец. Pierwszy tomik wierszy opublikował w 1940 r. Podczas II wojny światowej walczył na froncie, za co otrzymał szereg odznaczeń. Za swoją twórczość uzyskał Nagrodę Państwową Rosyjskiej Federacyjnej SRR im. M. Gorkiego (1985), Nagrodę Puszkinowską (1997) oraz nagrody literackie „Strannik” (1999) i „Aelita” (2000) przyznawane najlepszym autorom literatury fantastycznej. 

## Wybrana twórczość
W Polsce ukazały się następujące książki: 
- 1970: O pechowcu, który miał szczęście; Wydawnictwo „Nasza Księgarnia” (Sczastliwyj nieudacznik; 1964) – wspomnienia z dzieciństwa
- 1975: Kulista tajemnica; Wydawnictwo Iskry (Krugłaja tajna; 1974) – powieść fantastycznonaukowa
- 1975: Chłopiec z pięcioma "nie" czyli Spowiedź prostodusznego; Wydawnictwo Iskry (Czelowiek s piatiu "nie"; 1966) – powieść fantastyczna dla młodzieży
- 1978: Siostra smutku; Wydawnictwo Iskry (Siestra pieczali; 1968)
- 1979; Imię dla ptaka czyli Herbatka na żółtej werandzie. Kronika wrażeń; Państwowy Instytut Wydawniczy (Imia dlâ pticy, ili čaepit'e na žoltoj verande. Lietopis wpiecztlienij; 1975)
- 1980: Pałac na trzy osoby czyli Wyznanie starego kawalera; Państwowy Instytut Wydawniczy (Dvoriec na troich, ili priznanie chołostjaka; 1968)
- 1985: Dziewczyna nad urwiskiem czyli Wspomnienia Kowrygina; Wydawnictwo Poznańskie (Diewuszka u obrywa, ili Zapiski Kowrigina; 1963)
- 1987: Szałas dłużnika. Romantyczna historia przypadków nieostrożności, bezsensownych skrajności i niemożliwości; Wydawnictwo Iskry (Łaczuga dołżnika. Roman słuczajnostiej, nieostorożnostiej, nieliepich krajnostiej i niewozmożnostiej; 1981)

## Odznaczenia
- Order Wojny Ojczyźnianej II klasy (dwukrotnie)
- Order Czerwonego Sztandaru Pracy
- Order Czerwonej Gwiazdy
- Order „Znak Honoru”
- Medal „Za obronę Leningradu”
- Medal „Weteran pracy”

I inne.